# Karl Nahrgang
Karl Nahrgang (* 9. April 1899 in Frankfurt am Main; † 23. März 1967 in Eppstein) war ein deutscher Heimatforscher, Kreisbodendenkmalpfleger, Gründer und Leiter des Dreieich-Museums und Archäologe. Er ist der Begründer der Heimatmuseen in Dreieichenhain und Rüsselsheim.

## Leben
Nahrgang besuchte das Kaiser Wilhelms-Gymnasium in Frankfurt am Main und nahm als Einjährig-Freiwilliger am Ersten Weltkrieg teil. Nach einer Lehre zum Bankkaufmann widmete er sich aber im Besonderen der Heimatforschung. Insbesondere die frühe Siedlungsgeschichte in Frankfurt und die Erforschung der Dreieich wurden zum Fokus seiner Arbeiten. Besonders intensiv verfolgte er die Erfassung und Auflistung der Bodendenkmäler des Stadt- (1959) und Landkreises (1967) Offenbach am Main und war 16 Jahre Assistent am Römisch-Germanischen Zentralmuseum in Mainz (1925–1940).
Seit 1921 erforschte Nahrgang die frühe Siedlungsgeschichte in Frankfurt. In seinen Schriften, zusammengefasst in einer 1949 erschienenen historisch-geographischen Studie zur Frankfurter Altstadt, dokumentierte er den Verlauf der Altarme von Kinzig, Main und Nidda im Frankfurter Stadtgebiet, entwickelte Theorien über die Lage der Frankenfurt und der karolingischen Pfalz und beschrieb die bauliche Entwicklung der Stadt, ihres Straßennetzes und Territoriums bis ins hohe Mittelalter.
Ab 1923 arbeitete Nahrgang ehrenamtlich in der Hessischen Bodendenkmalpflege. 1924/25 unternahm er Ausgrabungen im Dreieichenhainer Burggarten an der Burg Hain in der Dreieich. Im Frankfurter Heimstättenamt widmete er sich ab 1941 dem Aufbau des Bildarchivs und der Fachbibliothek. Er veröffentlichte 1931 bis 1935 u. a. eine periodisch erscheinende Zeitschrift, das Ländlein Dreieich in Langen. Nach allgemeinem Verbot durch das nationalsozialistische Regime dann 1936–1943 Landschaft Dreieich als Beilage zum Sprendlinger Anzeiger und zur Langener Zeitung. Parallel hierzu publizierte er in zahlreichen Fachzeitschriften und Monographien – so auch den Atlas für Siedlungskunde, Verkehr, Verwaltung, Wirtschaft und Kultur für Stadt- und Landkreis Offenbach und Bodenfunde der Ur- und Frühgeschichte im Stadt- und Landkreis Offenbach am Main. Nahrgang war auch wesentlich an der Erforschung des Kastells Seligenstadt und seines Vicus beteiligt.
Nahrgangs archäologische Leistungen wurden zahlreich gewürdigt, so durch die Verleihung von Ehrenmitgliedschaften in historischen Vereinen, auch verlieh ihm der Bundespräsident in Würdigung seiner Tätigkeit das Bundesverdienstkreuz I. Klasse. Die „Karl-Nahrgang-Schule“ in Dreieich-Götzenhain wurde in Würdigung seiner historischen Leistungen nach ihm benannt. In der Burg Hayn in Dreieichenhain wurde am Runden Turm (Bergfried) ein Gedenkstein mit der Inschrift angebracht: Karl Nahrgang, 1899-1967, Heimatforscher der Dreieich. Sein Nachlass befindet sich im Institut für Stadtgeschichte in Frankfurt am Main.